# Юханссон, Томми
Томми Юханссон (англ. Tommy Johansson; род. 26 октября 1987, Буден, Норрботтен, Швеция) — шведский гитарист и вокалист, получивший известность благодаря своей былой работе в качестве гитариста в шведской хэви-пауэр-метал группе Sabaton, а также в качестве ведущего вокалиста и гитариста группы Majestica (ранее ReinXeed).

## Биография
Родился 26 октября 1987 года в городе Буден, Швеция.
Известен своей работой в качестве гитариста шведской метал-группы Sabaton, а также в качестве ведущего вокалиста и гитариста пауэр-метал группы Majestica (ранее ReinXeed). В 2009 году стал чемпионом по караоке в Швеции.
В 2016 году он присоединился к Sabaton в качестве гитариста, заменив Тоббе Энглунда. В январе 2024 года покинул группу.
Записал три альбома с христианской мелодичной неоклассической пауэр-метал группой Golden Resurrection вместе с певцом Кристианом Лильегреном из группы Narnia.
В последние годы ведёт свой канал на YouTube.

## Дискография
Sabaton:
- The Great War (2019)
- The War to End All Wars (2022)
- Stormtroopers (2022)

Reinxeed/Majestica:
- The Light (2008)
- Higher (2009)
- Majestic (2010)
- 1912 (2011)
- Swedish Hitz Goes Metal (2011)
- Welcome to the Theater (2012)
- A New World (2013)
- Swedish Hitz Goes Metal Vol.2 (2013)
- Above the Sky (2019)
- A Christmas Carol (2020)
- Metal United (2021)
- Power Train (2025)

Golden Resurrection:
- Glory to My King (2010)
- Man with a Mission (2011)
- One Voice for the Kingdom (2013)

Memories of Old:
- The Land of Xia (сингл) (2019)
- Zera’s Shadow (сингл) (2019)
- Some Day Soon (сингл) (2020)
- The Zeramin Game (2020)